# Castelo de Nyon

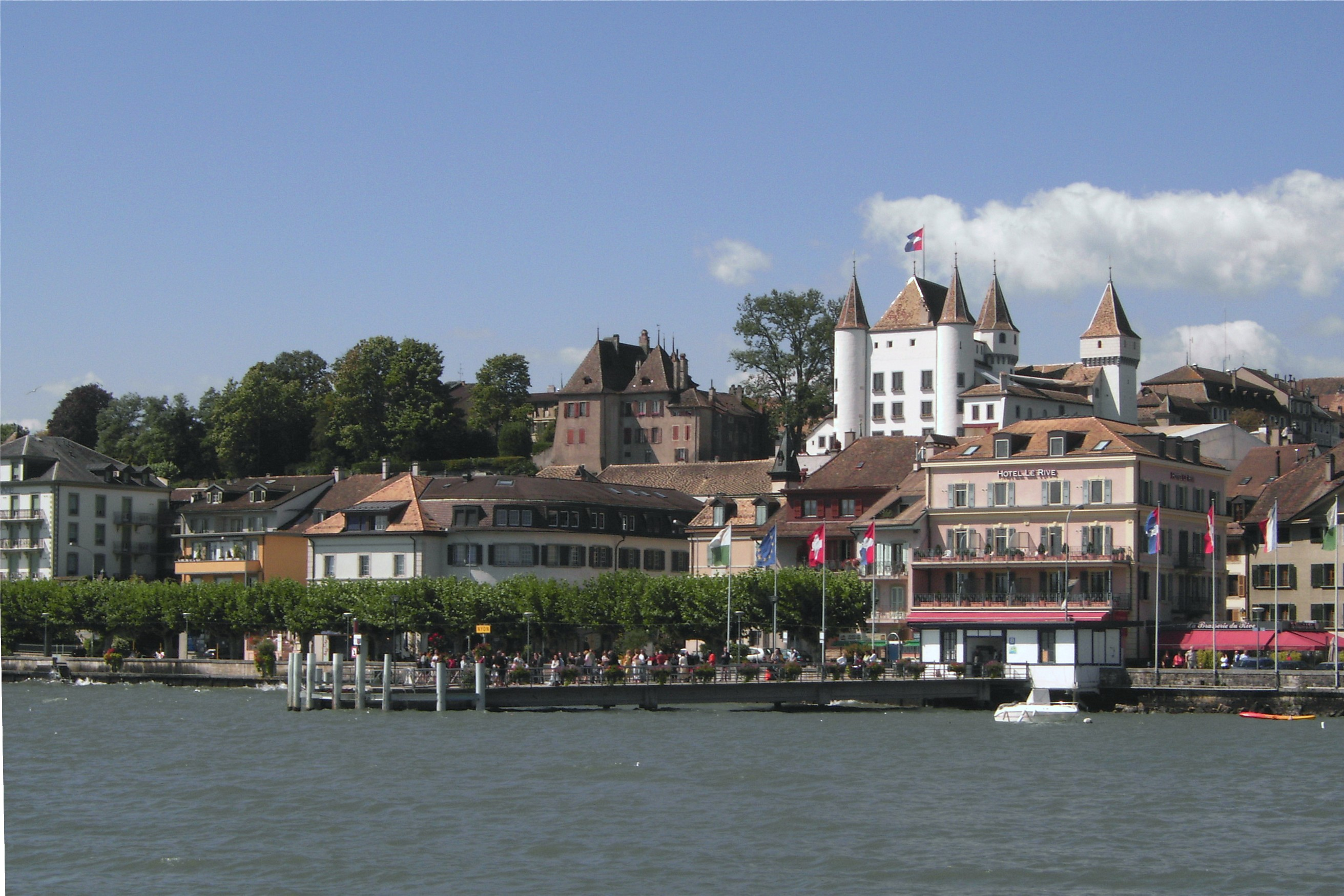
O Castelo de Nyon

O Castelo de Nyon encontra-se na cidade de Nyon, na Suíça, No alto de uma pequena colina em frente ao Lago Lemano de onde tem uma vista a 180 0 entre Genebra a Sul e para Norte até onde a vista atingir, e do outro lado do lago os Alpes com  o Monte Branco.

## História
Pensa-se que o castelo tenha sido construído pelos Cossonay-Prangins, poderosos senhores locais, em meados do século XII. Depois, os condes de Saboia tomaram conta da cidade e do seu castelo entre 1293 e 1536, aproveitando para reforçar as suas defesas em 1388. No entanto, é durante o período chamado dos Senhores de Berna, que vai de 1536-1798, que toma a forma militar, mesmo se simbólica, que se conhece hoje em dia.
Depois da Revolução Vaudoise de 1798, a cidade de Nyon comprou o edifício em 1804 e instalou a prisão, até 1979, e sala do Conselho Municipal e tribunais, até 1999. 
Entre 1999 e 2006 o castelo foi completamente restaurado, não só porque havia trabalhos que necessitavam ser feitos - havia uma parte do castelo que nem sequer estava aberto ao público -, mas aproveitou-se a ocasião para adapta-lo às exigências de um museu moderno. 

## Museu
O  Museu, que já havia sido criado em 1860, é transferido para o castelo em 1888, e além de contar a história local tem uma grande parte dedicada à cerâmica de Nyon, produzidos pela fábrica que funcionou entre 1781 e 1979, data em que fechou a "Manufacture de Céramique de Nyon".
O museu também tem uma colecção de quadros desde o século XVI, em relação à própria história do castelo e dos seus proprietários, ou relacionados com a cidade de Nyon.

## Imagens

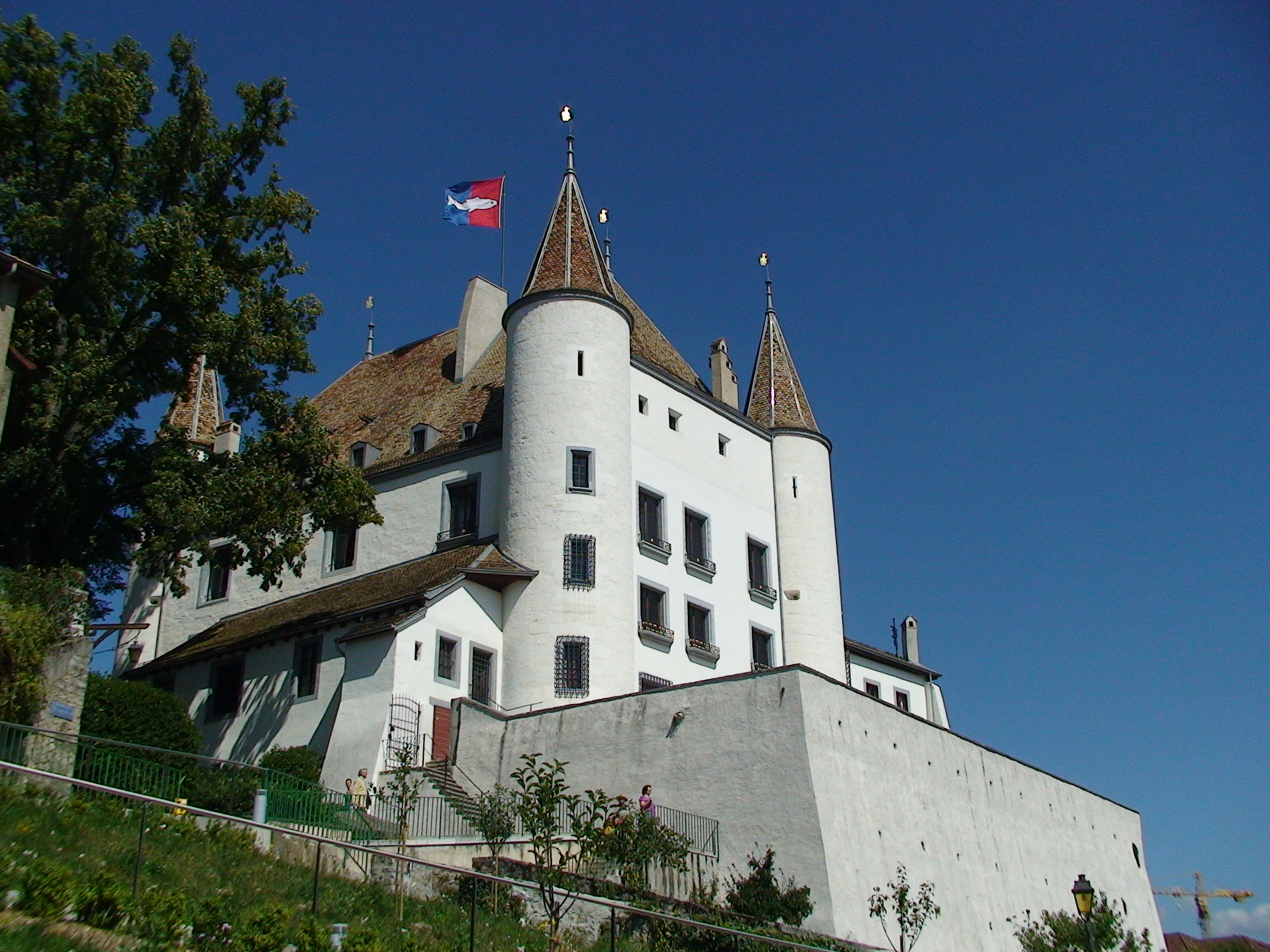
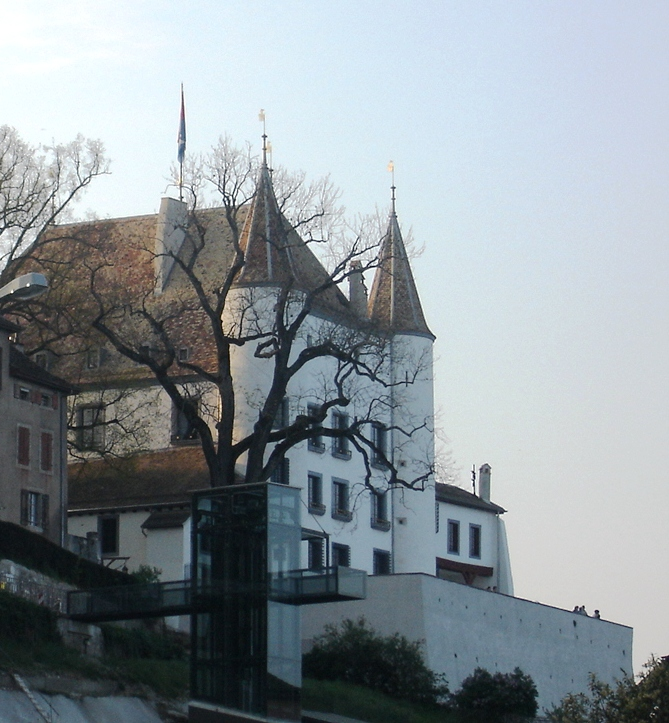
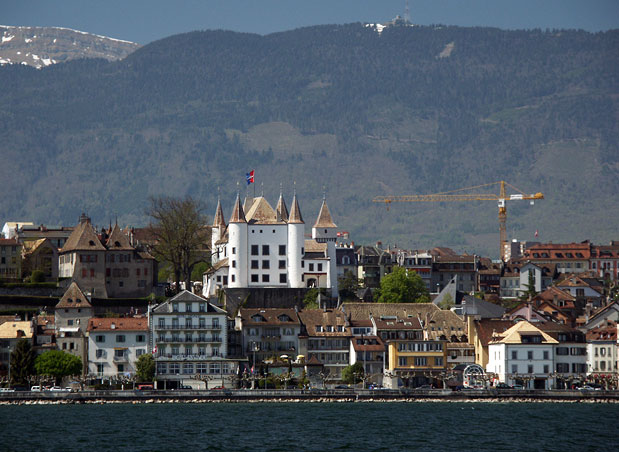
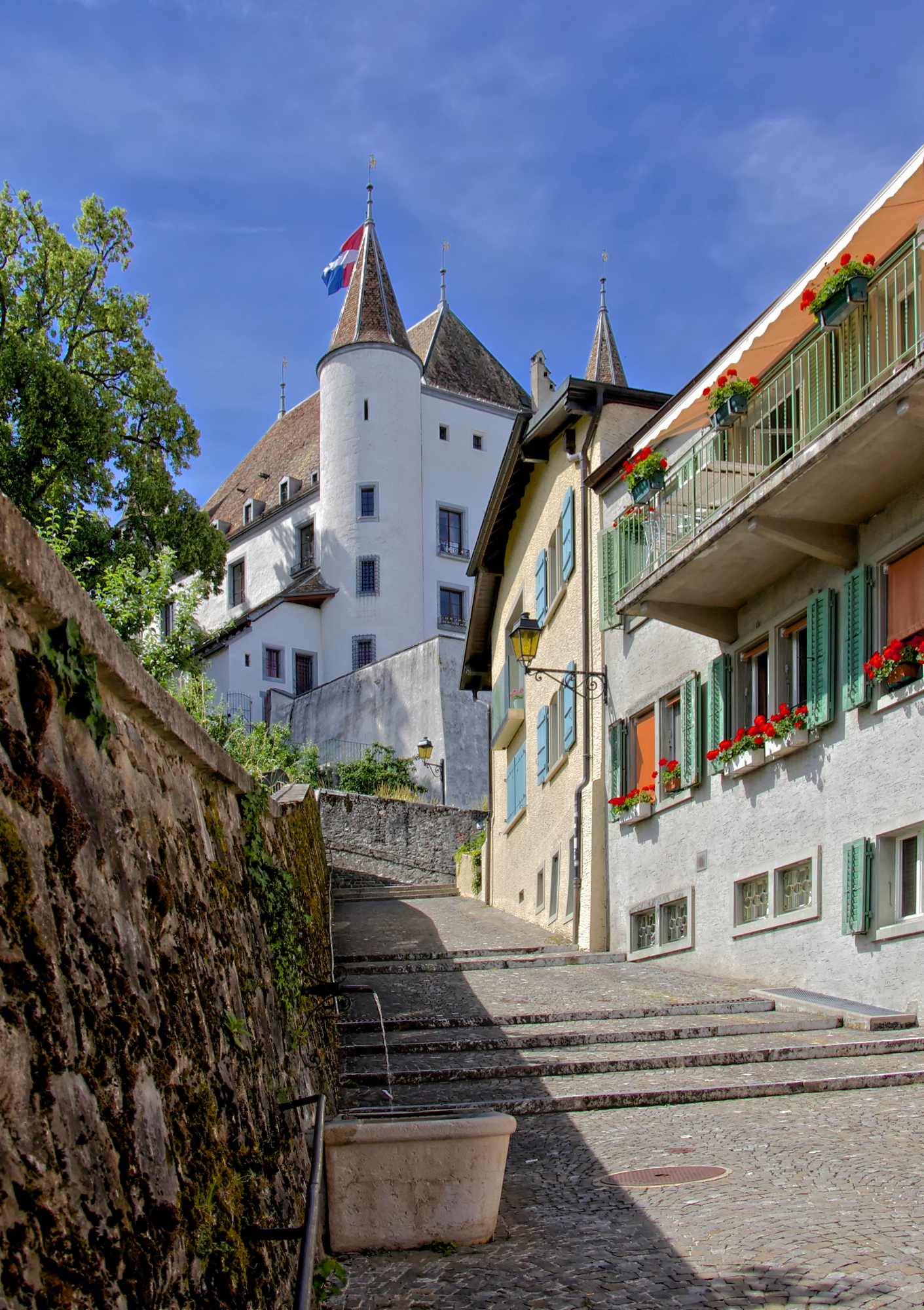